# Džalálábád
Džalálábád (paštunsky جلال آباد‎) je město ve východním Afghánistánu, jehož je důležitým obchodním a turistickým centrem. Nachází se na soutoku Kábulu a Kúnaru v provincii Nangarhár.

## Historie a význam
V minulosti byl Džalálábád centrem řecko-buddhistické kultury. Okolo roku 630 město navštívil čínský poutník Süan-cang. Moderní město Džalálábád získalo svou důležitost za vlády mughalského panovníka Bábura (1483–1530). Dnes je město považováno za jedno z hlavních center Paštunů, kteří tvoří v Džalálábádu majoritní většinu.
V roce 2021 bylo město obsazeno militantním hnutím Talibán. Několik dní poté zde došlo k demonstracím proti Talibánu, při nichž došlo k výstřelům.